# And Now for Something Completely Different
And Now for Something Completely Different (slovensko: In zdaj nekaj popolnoma drugačnega) je britanska filmska kompilacija skečev iz serije Leteči cirkus Montyja Pythona, izšla je leta 1971. Naslov je bil večkrat uporabljen v seriji kot fraza na napoved novega skeča. 
Film, ki je izšel leta 1971, vsebuje 90 minut skečev iz prve in druge sezone televizijske serije. Skeči so bili ponovno posneti na filmski trak pred občinstvom in namenjeni ameriškemu občinstvu, ki serije še ni videlo. Napovedovalec (John Cleese) se na kratko pojavi med skeči s frazo »And Now for Something Completely Different« v različnih položajih, npr. kot nabodalo na ražnju ali v bikiniju. Frazo je prvotno uporabil Christopher Trace v otroški oddaji.

## Igralska zasedba (različne vloge)
- Graham Chapman
- John Cleese
- Terry Gilliam
- Eric Idle
- Terry Jones
- Michael Palin
- Carol Cleveland
- Connie Booth